# Ordre Teutonique
Pour l’ordre sous le régime national-socialiste, voir Ordre allemand
L'ordre Teutonique (en allemand : der Deutsche Orden, littéralement « l'ordre Allemand ») ou ordre des chevaliers Teutoniques (Der Deutsche Ritterorden), dont les dénominations officielles (en latin) ont été Domus Hospitalis Sancte Marie Theutonicorum Hierosolymitani (maison de l'hôpital de Sainte-Marie-des-Allemands à Jérusalem, en allemand Haus des Hospitals Sankt Marien der Deutschen zu Jerusalem), puis Ordo Domus Sanctæ Mariæ Teutonicorum (ordre de la maison de Sainte-Marie-des-Teutoniques), en abrégé les Teutoniques, est un ordre militaire chrétien créé à la fin du XIIe siècle dans le cadre des croisades en Terre sainte, mais qui est plus connu en raison de son implication dans les croisades baltes, notamment dans les territoires de Prusse.

## Les débuts

### La fondation en Terre sainte: un ordre hospitalier (1190-1198)
En 1190, des pèlerins originaires de Brême et de Lübeck fondent un hôpital de campagne lors du siège de Saint-Jean-d'Acre au début de la troisième croisade en 1190, afin de soigner leurs compatriotes. Ils nomment cette institution le fratres hospitalis S. Mariae Theutonicorum in Accon. Cherchant à lui donner une origine plus ancienne et prestigieuse, les chroniques de l'Ordre le font remonter à un hôpital allemand construit dans la ville sainte de Jérusalem vers 1128.
Le 6 février 1191, le pape Clément III offre privilège et protection à cet hôpital, qui prend le nom de fratrum Theutonicorum ecclesiae S. Mariae Hierosolymitanae. Les frères hospitaliers obtiennent ainsi de Clément III le droit de nommer leur propre maître ainsi que le droit d'enterrer tout chrétien décédé pour autant que l’Église catholique n'ait pas prononcé contre le défunt une excommunication ou un interdit. Les frères font vœu de chasteté, de pauvreté et d'obéissance.
Une des premières personnalités de haut rang à demander à être inhumée dans leur cimetière est le duc de Souabe Frédéric VI, fils de Frédéric Ier, empereur du Saint-Empire romain germanique. Malade, le duc de Souabe avait écrit à son frère Henri VI, roi de Germanie et futur successeur de son père à la tête du Saint-Empire, afin de lui demander de faire reconnaître par la papauté cette institution naissante. Selon la chronique De Primordiis Ordinis Theutonici Narratio, Henri VI accède à cette demande et soutient l'ordre hospitalier, notamment en leur faisant don de propriétés foncières dans la région des Pouilles. C'est là le début du patronage de la maison de Hohenstaufen envers les frères. Les frères cependant peuvent compter sur un soutien financier et politique beaucoup plus large : de la part de chevaliers prenant part aux croisades successives, mais également de membres de la noblesse effectuant un pèlerinage en Terre Sainte. Dès le départ, des liens étroits se nouent entre les frères du futur ordre Teutonique et de nombreuses personnalités haut placées originaires du Saint-Empire romain germanique,.

### La transformation en ordre militaire (1198-1220)
Différentes bulles papales permettent de suivre l'évolution des droits qui sont peu à peu accordés aux frères, des textes qui attestent d'une militarisation de l'institution, dont les activités au service des malades (soins médicaux) et des pèlerins pauvres s'accompagnent désormais d'un volet militaire. Le processus de militarisation est souvent daté comme ayant eu lieu en 1198, dans le contexte de la croisade allemande (1197-1198). Le premier dirigeant de l'institution à prendre le titre de grand maître (Hochmeister) est Heinrich Walpot, élu en Terre sainte en 1198. À cette époque, outre la maison mère à Saint-Jean d'Acre, le nouvel Ordre est installé en Terre Sainte à Gaza, Jaffa, Ascalon, Rama et Zamsi.
Après la mort de Berthold de Hanovre le 24 juillet 1198, Innocent III appelle les chrétiens à la croisade contre les peuples païens baltes. Les chevaliers teutoniques sont envoyés en Livonie et combattent les latgaliens, les oesoliens, les couroniens, les samogitiens, les estoniens et les sémigaliens.
Le 19 février 1199, le pape Innocent III, à travers la bulle Tabulae ordinis Theutonici ex tabularium regii Berolinensis codice pitissimum autorise l'hôpital fratrum Theutonicorum ecclesiae S. Mariae Hierosolymitanae à célébrer la messe selon l'ordre des Templiers pour les clercs et les chevaliers et selon l'ordre de Saint-Jean de Jérusalem pour l'hôpital et les pauvres. Le 15 décembre 1220, le pape Honorius III va dans le même sens et proclame que l'Ordre doit suivre, dans l'administration de son institution, la règle de l'ordre de Saint-Jean de Jérusalem en ce qui concerne les pauvres et les malades et celle de l'ordre des Templiers en ce qui concerne les clercs et les chevaliers. En janvier 1221, Honorius III octroie à l'ordre Teutonique les mêmes privilèges que ceux de deux ordres précités.
Outre leurs activités de bienfaisance, la particularité de l'Ordre est cependant de s'engager dans le combat armé pour la défense de la chrétienté.
Il est composé pour l’essentiel de chevaliers allemands. Peu à peu, l'Ordre se dote d'une force militaire importante et participe aux guerres contre les Turcs.
L'ordre Teutonique s'implante également sur le territoire de l'actuelle Suisse en 1199, en Thuringe en 1200, dans le sud du Tyrol en 1202, à Prague et en Bohême en 1202, et à Liège en 1259. En 1220, l'Ordre compte une douzaine de maisons en Terre sainte, en Grèce, en Italie méridionale et en Germanie.
En 1220, l'Ordre achète le château de Monfort à Othon de Henneberg. La forteresse, qui faisait alors partie du royaume de Jérusalem, devient le siège des trésoriers de l'ordre Teutonique en Palestine.

### Intervention en Transylvanie (1211-1225)
En 1211, André II fait appel à l'ordre Teutonique en Transylvanie afin d'intervenir contre la menace que représentent les Coumans et l'accroissement de leurs raids. Dans sa charte de 1211, il octroie à l'ordre Teutonique le Pays de la Bârsa afin qu'ils puissent mener leur mission. En effet, la région subit de nombreux raids Coumans et l'objectif du roi de Hongrie en installant temporairement l'ordre Teutonique à cet emplacement est de dissuader les nomades d'établir tout campement. Il est également demandé à l'ordre Teutonique de contribuer à l'expansion territoriale de la Hongrie en contre-attaquant sur le territoire Couman au-delà des Carpates. 
Cependant, dans une seconde charte, en 1212, le roi André II rapporte que malgré la présence de l'ordre Teutonique, les raids Coumans ne s'interrompent pas et parviennent même à envahir une portion de la région du Pays de la Bârsa. La fréquence des raids empêchent l'ordre Teutonique à établir un campement durable. En 1215, ils semblent parvenir à construire une forteresse qui leur permet de restaurer un contrôle sur le territoire. Enfin, en 1222, l'ordre Teutonique parvient à étendre le territoire jusqu'au sud de l'actuelle Moldavie ainsi que le long du Danube dans le nord-est de la Valachie. En 1225, le pape Grégoire IX fait expulser les chevaliers, soulignant au roi de Hongrie que leur action a permis d'ériger cinq forteresses et perdu suffisamment d'hommes.

### Croisade contre les Prussiens (1226-1230)

Une carte des peuples baltes vers 1200. Les Baltes orientaux sont représentés en marron, tandis que les Baltes occidentaux sont représentés en vert. Les frontières sont approximatives.

Les croisades baltes commencent à la fin du XIIe siècle sous les pontificats de Célestin III et surtout d'Innocent III, pape à partir de 1198. À ce moment, il existe un établissement chrétien à Riga, mais il est assez précaire ; les populations, de la Prusse à l'Estonie sont hostiles à la christianisation. Les chevaliers Porte-Glaive réussissent cependant à prendre le contrôle de la Livonie entre 1200 et 1220, mais les Prussiens restent païens et menacent constamment les Polonais au sud, notamment dans la région de Chelmno conquise en 1220 par le prince polonais Conrad de Mazovie.
L'ordre de Dobrin, fondé en 1216 par Christian d'Oliva, premier évêque nommé pour la Prusse, se montrant incapable de convertir les Prussiens, Conrad de Mazovie propose en 1226 à Hermann von Salza, quatrième grand maître de l’Ordre d'intervenir. Le grand maître sollicite alors l'Empereur pour consolider la position des Teutoniques dans cette région. Frédéric II, par la Bulle d'or de Rimini (1226), accorde à l'Ordre la souveraineté sur les territoires qu'il conquerrait en Prusse.
Le 16 mai 1230, par le traité de Kruschwitz, Conrad de Mazovie accorde à l'Ordre la région de Chełmno (en allemand : Culm), reconnaît son autonomie et la souveraineté sur les territoires qui seraient conquis en Prusse, entérinant ainsi la bulle de Frédéric II. En 1234, Hermann von Salza présente un document falsifié au pape Grégoire IX pour revendiquer le territoire concédé par Conrad de Mazovie[pas clair].
La première implantation des Teutoniques est le fortin (puis château de bois) de Vogelsang, près de la future ville de Toruń.

### Les débuts de l'État teutonique de Prusse et en Livonie (1230-1291)
Très rapidement, les chevaliers envahissent les provinces de Varmie, de Natangie et de Bartie. Ils créent ainsi l'État monastique des chevaliers Teutoniques en 1226. Ils établissent des villes nouvelles comme Thorn dès 1231, et plus tard, Königsberg (1255) ou Marienbourg (1280) qui devient leur capitale en 1309.
En 1235, l'ordre Teutonique absorbe l'ordre de Dobrin. À la bataille de Saule, les chevaliers Porte-Glaive subissent une défaite importante face aux Samogitiens. Le maître Volkwin est tué. En 1237, les chevaliers teutoniques fusionnent avec les chevaliers Porte-Glaive, ou ordre de Livonie, qui conservent néanmoins une certaine autonomie. L'État teutonique étend désormais son influence de la Prusse à la Sémigalie (région du sud de l'actuelle Lettonie) et à la Livonie (nord de l'actuelle Lettonie).

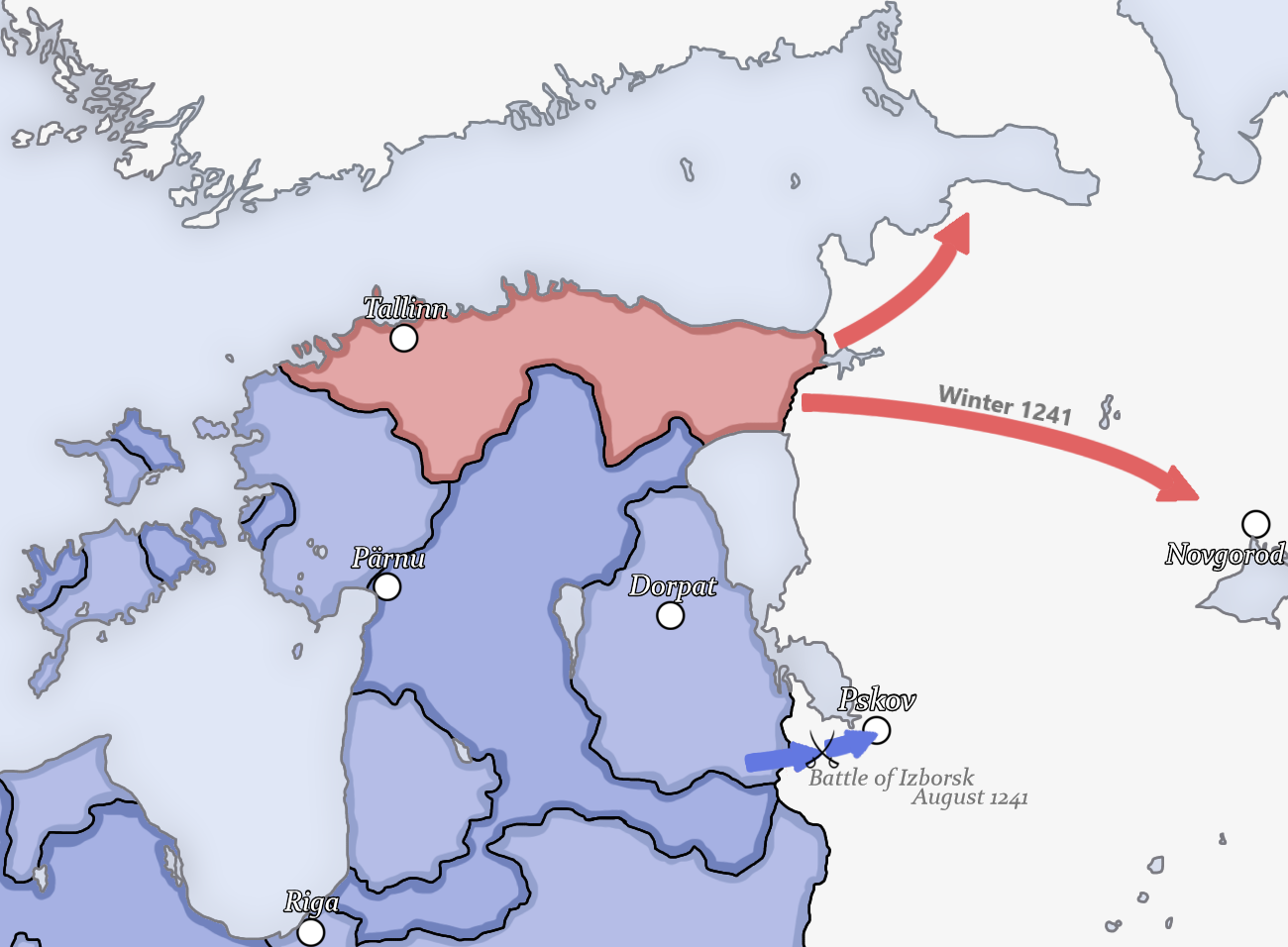
Carte de l'expédition en Russie.

L'objectif suivant est de convertir la Russie orthodoxe au catholicisme. En 1240, une campagne militaire débute dans l'ouest de la Russie. Les chevaliers teutoniques alliés au Danemark et à l'évêché de Dorpat vainquent une première fois les principautés russes leur permettant d'annexer Pskov et ses alentours. Les russes contre-attaquent en 1242. L'armée d'Alexandre Nevski et d'André II de Vladimir écrasent les catholiques à la bataille du lac Peïpous. La campagne et l'idée de convertir les principautés russes sont abandonnées et les terres nouvellement conquises sont rétrocédées.

L'État teutonique vers 1260.

Le 2 février 1249, par le traité de Christburg, l'Ordre accorde des privilèges à la noblesse prussienne qui semble se soumettre au nouvel ordre des choses. Après plusieurs soulèvements de 1260 à 1283, une grande partie de ces nobles quitte le pays ou est exilée, perdant ainsi leurs droits. Ceux qui restent sont progressivement assimilés.
Dans les régions frontalières telles que la Sambie, les paysans sont privilégiés par rapport à ceux de territoires plus peuplés comme la Pomésanie. Sur le modèle occidental, le christianisme se propage lentement à travers la culture prussienne[pas clair].
Beaucoup de chevaliers de l'ouest de l'Europe (Angleterre, France), participent à des campagnes saisonnières en Prusse et contre le grand-duché de Lituanie, certains pour obtenir le pardon de leurs péchés, d'autres pour acquérir de l'expérience militaire. Les chevaliers se joignent à eux et orientent progressivement leurs actions vers la Lituanie. En 1290, les derniers peuples de Livonie sont vaincus.

### La fin de la présence en Terre sainte (1291)
Près d'un siècle après la fondation de l'Ordre, la prise de Saint-Jean-d'Acre par les mamelouks en 1291 oblige les chevaliers à quitter la Terre sainte ; ils installent provisoirement le siège de l'Ordre à Venise, où ils envisagent de repartir à la conquête de la Terre sainte.

## Expansion et déclin dans les pays baltes

### Les conquêtes en Pologne (1306-1343)

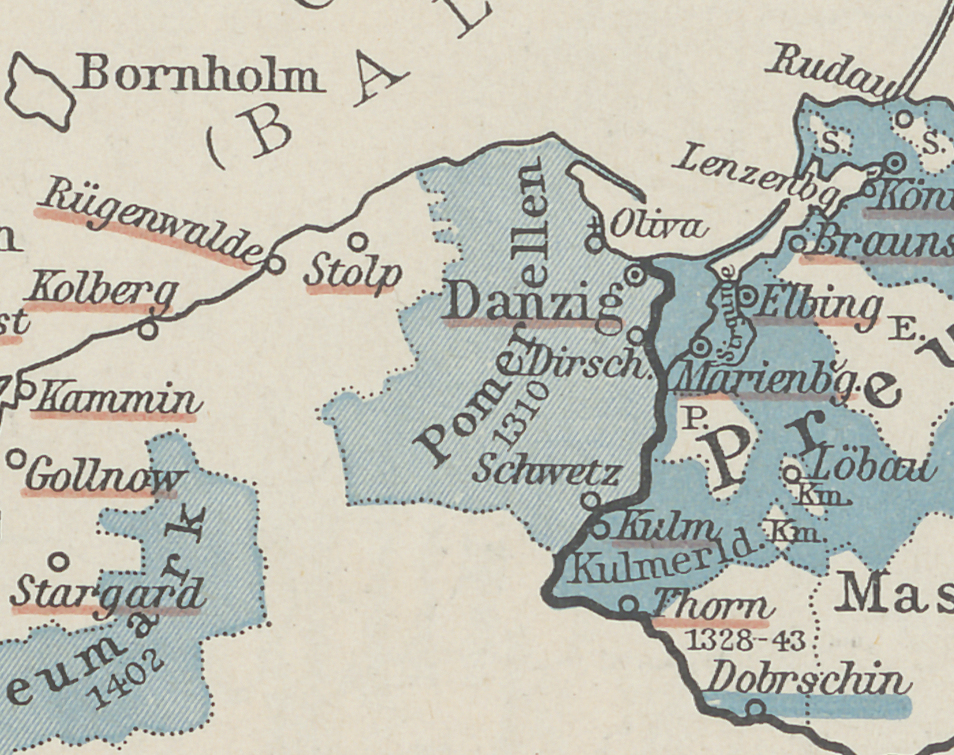
Par l'accord de Soldin, la Pomérélie est inféodée à l'État monastique des chevaliers teutoniques.

Après la mort de Venceslas, roi de Pologne en 1306, les nobles de Pomérélie demandent l'aide des margraves de Brandebourg pour contester à Ladislas Ier de Pologne la succession du duché de Poméranie. En 1308, toute la région est occupée à l'exception de la citadelle de Dantzig (Gdańsk). Incapable de résister, Ladislas demande à son tour l'aide des chevaliers teutoniques.
En septembre 1308, dirigés par Heinrich von Plötzke, le maître de la Prusse, les chevaliers expulsent les Brandebourgeois de Dantzig. Les Polonais tardant à verser l’indemnité promise en échange du service rendu, les chevaliers refusent de céder la ville. En 1309, par l'accord de Soldin passé avec Waldemar, margrave de Brandebourg, les chevaliers achètent les châteaux de Dantzig, Świecie et Tczew et leur arrière-pays contre la somme de 10 000 marks. L'empereur Henri VII confirme cette possession en 1311 et inféode la Pomérélie à l'Ordre.
Le contrôle de la Pomérélie permet à l'Ordre de relier ses possessions prussiennes avec les frontières du Saint-Empire romain germanique. Des renforts croisés et des fournitures peuvent désormais transiter entre la Poméranie occidentale et la Prusse via la Pomérélie. Alors qu'elle avait été jusque-là une alliée des chevaliers contre les Prussiens et les Lituaniens, la Pologne, qui n'a désormais plus accès à la mer Baltique, devient un ennemi déterminé.
La prise de Dantzig marque une nouvelle phase dans l'histoire des chevaliers teutoniques. La persécution des Templiers qui a commencé en France en 1307 inquiète les chevaliers teutoniques, mais le contrôle de la Pomérelie leur permet de transférer leur siège de Venise à Marienburg (Malbork), sur la rivière Nogat, hors de portée des pouvoirs séculiers.
Le 7 avril 1331 se déroule la bataille de Woplauken (en) (Woplawki) opposant l'ordre Teutonique et les troupes de Vytenis, grand-duc de Lituanie. Elle est le plus sanglant épisode de la croisade lituanienne (1283-1422).
Le traité de Kalisz en 1343 met fin à la guerre ouverte entre la Pologne et l'État teutonique. Les chevaliers renoncent à la Cujavie et la terre de Dobrzyń, mais conservent le Culmerland et la Pomérélie avec Dantzig.

### L'apogée de l'Ordre
En 1337 l'empereur Louis IV du Saint-Empire a accordé à l'Ordre le privilège impérial de la conquête de la Lituanie et de la Russie. Peu de temps après avoir été choisi comme grand maître, Heinrich Dusemer attaque le grand-duché de Lituanie. La campagne se solde par la défaite totale de l'armée lituanienne à la bataille de la Strėva, le 2 février 1348. Les chevaliers teutoniques ne profitent pas longtemps de leur victoire. 
La peste noire qui a atteint la Prusse les oblige à quitter le pays conquis. 
En mars et avril 1362, le grand maître Winrich von Kniprode assiège la ville de Kaunas, détruit la forteresse et emprisonne le fils du grand-duc. 
Il ne souhaite pas s'établir dans la ville et rentre en Prusse le 18 avril. 
En février 1370, les armées lituanienne d'Olgierd et de Kęstutis et teutonique de von Knipriode se rencontrent à Rudau (de), au nord de Köninsberg. Les Teutoniques gagnent la bataille mais subissent de nombreuses pertes comme le maréchal Henning Schindekop qui meurt en poursuivant les lituaniens battant en retraite. 
Grâce à ces avancées, l’ordre Teutonique, encore bien équipé, attaque Vilnius, et Trakai.
En 1386, le grand-duc de Lituanie Jogaila se convertit au catholicisme et se fait baptiser sous le nom de Ladislas ((pl) Władysław). Par son mariage avec la reine Hedwige d'Anjou, il est couronné roi de Pologne. Cette union personnelle des deux pays crée un adversaire potentiellement redoutable pour les chevaliers teutoniques. C'est d'ailleurs une des causes de la guerre civile lituanienne de 1389 à 1392 dans laquelle intervient l'Ordre.
En 1397, l'Ordre rejoint la coalition composée de la Pologne, la Lituanie, la Moldavie, la Valachie et d'États russo-ukrainiens soutenant l'ancien khan Tokhtamych contre le khan Edigu de la Horde Nogaï et le khan mongole de la Horde d'or Temür Qutlugh. En échange de leur aide, par le traité de Salynas, le grand-duc de Lituanie Vytautas le Grand cède le duché de Samogitie au grand maître Konrad von Juningen en 1398. Les alliés combattent durant plusieurs expéditions en Ukraine et près de la mer Noire. Ils sont défaits en 1399 à la bataille de la Vorskla.
En 1398, sous le commandement de Konrad von Jungingen, les armées de l'Ordre détruisent Visby et battent les Vitaliens en hivernage sur l'île de Gotland. À partir de ce moment, la mer Baltique cesse d'être sillonnée par les pirates. Le plus célèbre d'entre eux, que l'on surnomme le Corsaire rouge, Klaus Störtebeker, préfère se réfugier en mer du Nord. Marguerite Ire de Danemark et Albert de Suède cèdent l'île en fief aux chevaliers teutoniques. À l’été 1400, le grand maître de l'ordre Teutonique envoie Heinrich von Schwelborn (pl) gouverner la Samogitie depuis les châteaux de Kaunas et de Friedeburgh. En 1402, Juningen achète la Nouvelle-Marche de Brandebourg pour 63 200 florins hongrois. En Prusse-Orientale, de nombreux villes et villages sont fondés ou se développent, comme Sensburg (aujourd'hui : Mrągowo) où depuis 1348, les chevaliers possèdent une forteresse en bois.
L'Ordre tente d'améliorer ses relations avec la Lituanie et les nobles samogitiens,. Les samogitiens résistent à l'occupation teutonique mais les chevaliers lancent des raids contre les rebelles. Sans l'aide de Vytautas, ils se rendent. Cependant, des désaccords surgissent rapidement lorsque l’Ordre exige le retour d’environ 4 000 paysans qui se sont échappés en Lituanie. Vytautas déclare qu’ils sont des gens libres et qu’ils avaient le droit de choisir où vivre. Le 13 mars 1401, les samogitiens se soulèvent. Vytautas rejoint le camp samogitien en 1402 en attaquant Gotteswerder (en) tandis que les samogitiens brûlent Memel en mai. Aucun camp ne remporte la victoire donc les deux parties entament des négociations à l’été 1403. Une trêve est signée en décembre et la paix de Raciąż est conclue le 22 mai 1404,. L'Ordre construit alors des châteaux à Christmemel (en), Friedeburgh (en) et Dobesinburg. En 1407, Ulrich von Juningen devient grand maître et est moins enclin de s'allier avec la Lituanie que son prédécesseur.

### Le déclin (1409-1525)

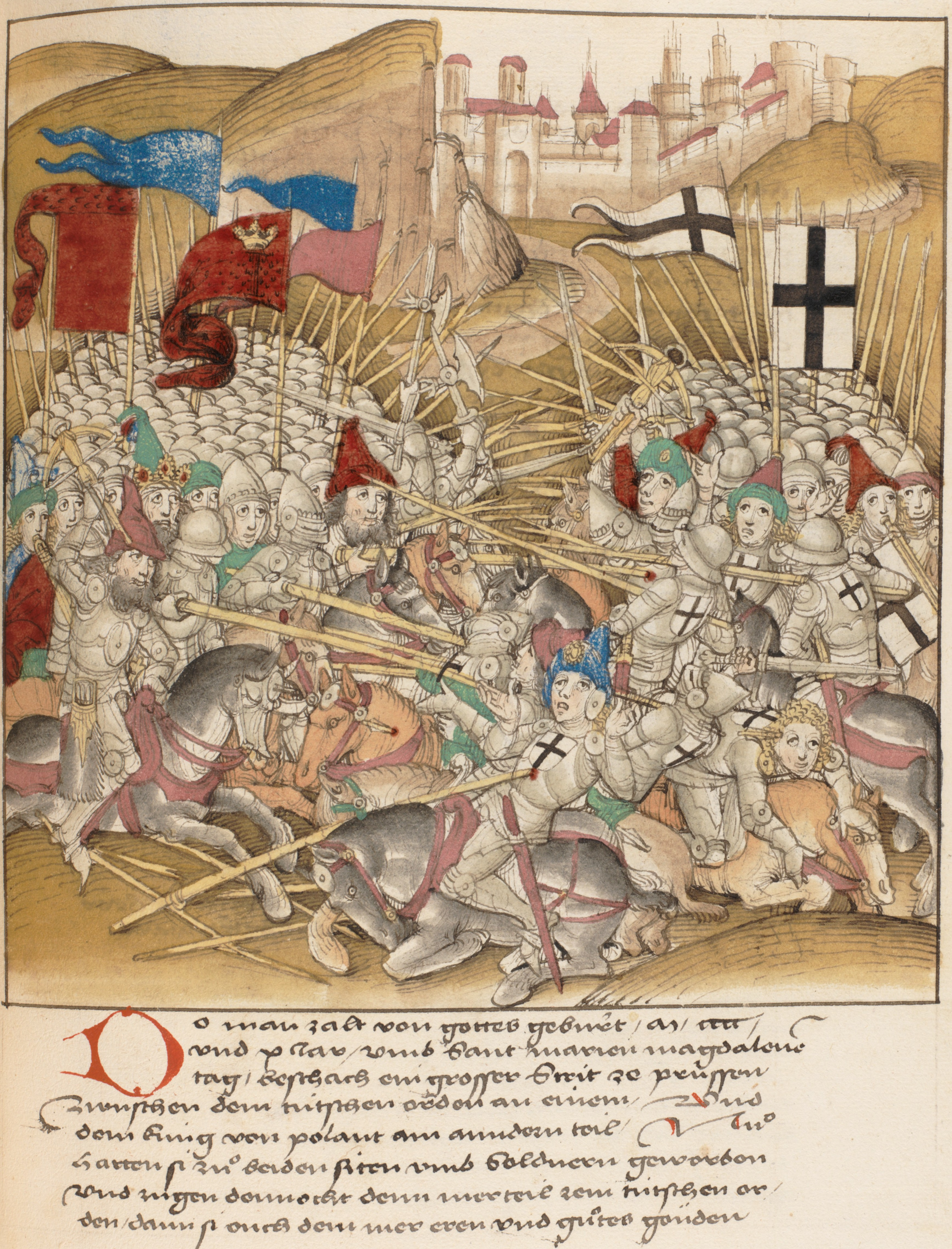
Bataille de Grunwald (ou de Tannenberg), le 15 juillet 1410.

L'État teutonique à son apogée vers 1410.

La consolidation et l'émergence au sud du royaume de Pologne, christianisé et uni depuis 1386 au grand-duché de Lituanie par mariage dynastique, menacent directement la suprématie des chevaliers dans la région.
Les Samogitiens, irrités par une famine en 1408, se soulèvent à nouveau le 26 mai 1409. Le noble Rumbaudas Valimantaitis (en) prend la tête des rebelles. Ils réussissent à prendre et à brûler Christmemel, Friedeburgh, Dobesinburg, seul Memel résiste aux attaques. Le tournant est atteint lorsque la crise larvée entre les deux ennemis héréditaires éclate en 1410. La bataille de Grunwald (ou de Tannenberg) voit une coalition des armées polonaise et lituanienne dirigée par le roi Ladislas II Jagellon écraser celle des Teutoniques. La bataille se solde par plus de 13 000 morts dans les rangs de l’Ordre dont Ulrich von Jungingen et la plupart des commandants tel que Friedrich von Wallenrode (de) ou Marquard von Salzbach (en).
La contre-offensive polonaise est arrêtée par le commandeur de Świecie, Heinrich von Plauen qui, en s’enfermant au château de Marienbourg, résiste pendant deux mois à toutes les attaques. La Paix de Toruń restaure une situation proche du statu quo ante bellum, imposant seulement aux assiégés une amende et la cession de territoires peu étendus. Le concile de Constance (1414-1418) traite en partie la question. En 1444, l'ordre Teutonique envoie quelques centaines de soldats à Varna pour combattre les Ottomans.
Une guerre civile se produit au début de la deuxième moitié du XVe siècle. Les adversaires des chevaliers se tournent vers le roi de Pologne Casimir IV Jagellon en 1454. Marienbourg est définitivement investie par les Polonais cette même année, lorsque le grand maître est obligé de vendre le château de cette ville pour éponger les dettes de l'Ordre et de son administration. Le grand maître se réfugie alors à Königsberg qui devient la nouvelle capitale.

L'État teutonique en 1466.

À l’issue de la guerre de Treize Ans, le second traité de Thorn (1466) cède la Prusse royale (partie ouest) et la ville de Dantzig à la Pologne, et fait de l’État teutonique restant un vassal de cette dernière. Les chevaliers ne disposent plus à ce moment que de la Prusse originelle (partie est), sur laquelle ils ne sont que partiellement souverains, puisque vassaux des Polonais. Après la guerre, l'Ordre construit des châteaux et des maisons à Ellingen, Nuremberg, Francfort-Sachsenhausen, Altshausen, Beuggen ou Alden Biesen.

### La sécularisation de l'Ordre en Prusse (1525)
En 1511, est élu un grand maître de la maison de Hohenzollern, Albert de Brandebourg-Ansbach, qui est aussi le neveu du roi de Pologne Sigismond Ier. Il adopte pourtant une attitude hostile à la Pologne, notamment en s'alliant avec le grand-prince de Moscou, Vassili III, dont l'armée attaque le grand-duché de Lituanie. En décembre 1519, la Pologne entre en guerre contre les Teutoniques et met le siège devant Marienwerder (Kwidzyn). Les Teutoniques mettent le siège devant Dantzig. Aucun des deux camps n'est en fait assez fort pour l'emporter. Au début de 1521, l'empereur Charles Quint, attaqué par les Ottomans en Hongrie, propose une suspension du conflit prussien par une trêve de 4 ans, ce qui est accepté par les deux camps (compromis de Thorn, mai 1521).
Le grand maître bénéficie alors d'un concours de circonstances exceptionnel : c'est l'époque où Luther rompt avec l'Église catholique et est excommunié (janvier 1521), puis mis au ban de l'Empire (juin 1521). Il est protégé par plusieurs princes allemands et Albert de Brandebourg-Ansbach se rapproche de lui, se rendant même à Wittemberg et recevant les conseils de Luther. Il se convertit au luthéranisme et, arrivé au terme de la trêve de 4 ans, négocie avec le roi de Pologne une solution formalisée par le traité de Cracovie (8 avril 1525) : l'ordre Teutonique de Prusse est sécularisé, la Prusse teutonique devient le duché héréditaire de Prusse dont le titulaire reconnaît la suzeraineté du roi de Pologne (hommage prussien).
Le 6 juillet 1525, par son mandement de réformation, Albert de Brandebourg, duc de Prusse, fait du luthéranisme la religion officielle de son duché. L'Église du duché de Prusse est réorganisée par le règlement ecclésiastique du 10 décembre 1525. C'est le premier État protestant créé en Europe.
Le duché de Prusse, qui revient en 1618 à l'électeur de Brandebourg, est soustrait à la suzeraineté polonaise en 1657 et devient « royaume de Prusse » en 1701 : c'est le fondement du royaume de Prusse du XVIIIe siècle, illustré par Frédéric II, dont le centre n'est plus Königsberg, mais Berlin.

## L'Ordre après la sécularisation

### Walter de Cronberg et le repli sur le Saint-Empire (1525-1543)
Une partie des chevaliers reste cependant catholique, notamment ceux qui résidaient en Allemagne. En 1526, ils mettent à leur tête Walter de Cronberg, commandeur à Francfort, en tant que maître d'Allemagne (Deutschmeister) ; puis en décembre 1527, Walter de Cronberg obtient du pape et de l'Empereur l'autorisation de devenir grand maître, tout en restant maître d'Allemagne.
Une action judiciaire est engagée contre Albert de Brandebourg-Ansbach qui est finalement mis au ban de l'Empire. Dans la situation où se trouve l'Allemagne, qui se divise entre protestants et catholiques (formation en 1526 de la ligue de Torgau, à laquelle adhère le duc de Prusse), division qui prend corps en 1530 (diète d'Augsbourg) et 1531 (formation de la ligue de Smalkalde), cette condamnation a peu d'importance, d'autant plus que la Prusse n'a jamais fait partie du Saint Empire.
En ce qui concerne les chevaliers de l'ordre de Livonie, ils refusent de suivre l'exemple donné par Albert de Brandebourg ; le maître de Livonie, Walter de Plettenberg, obtient la reconnaissance du retour à l'indépendance de son Ordre, dont il devient grand maître. La promotion de Cronberg comme grand maître est d'ailleurs peu appréciée par les chevaliers de Livonie.
Walter de Cronberg installe le siège de l'Ordre à Bad Mergentheim en Franconie. Il reste à son poste jusqu'à sa mort en 1543.

### L'ordre Teutonique de 1543 à 1805
La succession des grands maîtres est assurée.

Les campagnes de la guerre de Livonie entre 1558 et 1561.

Le 22 janvier 1558, le tsar russe Ivan le Terrible attaque l'ordre de Livonie. Les russes s'emparent de Dorpat, Narva et Reval,,. En janvier 1559, les forces russes envahissent à nouveau la Livonie. Gotthard Kettler, maître de Livonie, cherche l'aide de l'empereur Ferdinand Ier puis celle de la Pologne. La Pologne apporte son aide en juin 1559 avec le premier traité de Vilnius. Le 2 août 1560, l'armée livonienne de Philipp Schall von Bell (en) subit une terrible défaite à la bataille d'Ergeme. Le roi de Suède Éric XIV rejette les demandes d'aide de la Livonie. L'évêque de Courlande Johann von Münchhausen (de) vend les évêchés d’Ösel-Wiek et une partie de Courlande à Magnus, frère du roi danois Frédéric II. Le 4 juin 1561, le Nord de l’Estonie est conquis par la Suède. Le 28 novembre 1561, l'ordre de Livonie et le roi polonais Sigismond II Auguste signe le secondtraité de Vilnius dans lequel la Livonie reconnaît la suzeraineté du roi de Pologne et du grand-duc de Lituanie. L'Ordre est sécularisé sous le nom de duché de Livonie et de duché de Courlande. Kettler se convertit durant cette période au luthéranisme.
À partir de 1590, il s'agit toujours d'un prince issu de la maison de Habsbourg, puis de Habsbourg-Lorraine. Au XVIe siècle, les chevaliers teutoniques participe aux conflits contre l'empire ottoman. Les chevaliers servent principalement comme officiers dans les régiments des princes impériaux catholiques et dans l’armée impériale des Habsbourg.
Après la guerre de Trente Ans, il y a beaucoup d’activité de construction dans les nouveaux venus de l’Ordre. Des châteaux, souvent associés à des églises castrales et des maisons communales sont construites. De tels bâtiments sont construits à Ellingen, Nuremberg, Francfort-sur-le-Main, Altshausen, Beuggen, Alden Biesen et bien d’autres endroits.
La guerre de la Révolution française à la fin du XVIIIe siècle est à l’origine d’une autre crise majeure pour l’Ordre. Avec la cession de la rive gauche du Rhin à la France, les provinces d’Alsace et de Lorraine sont complètement perdues, Coblence et Biesen en grande partie.

### La dissolution de 1809 et ses suites

Bannière du grand maître de l'ordre Teutonique.

En 1805, Napoléon Ier accorde le droit, par le traité de Presbourg, à l’empereur d’Autriche François Ier de nommer comme grand maître un prince de sa famille, à qui reviennent tous les revenus de l’organisation. Le 24 avril 1809, à Ratisbonne (Bavière), l’Empereur des Français prononce sa dissolution. Seules subsistent quelques commanderies isolées en Autriche et à Utrecht. À la suite du congrès de Vienne en 1815, le Balli de Carniole et le Tyrol sont tombés entre les mains de l’empire d'Autriche et donc dans la sphère de contrôle de l’Ordre. Cependant, le rétablissement de la pleine souveraineté de l’Ordre n’est plus possible en raison de l’insuffisance des ressources.
Un semblant d’ordre est rétabli en 1834, mais il reste exclusivement sous tutelle autrichienne. Par décret du Conseil des ministres du 8 mars 1843, l’Ordre devient légalement un institut spirituel et militaire indépendant sous les liens d’un fief impérial direct.

## XXesiècle

### République de Weimar

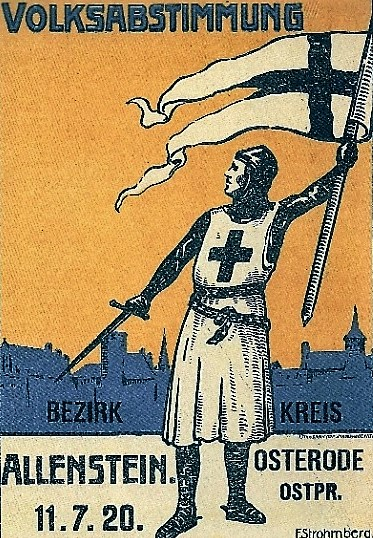
affiche pour le plébiscite de 1920 représentant un chevalier teutonique

Après le traité de Versailles, la Prusse orientale est séparée du reste de l'Allemagne. Cette cession territoriale a donné lieu à des associations avec l’État de l’ordre Teutonique en tant que « rempart allemand dans le déluge slave » et établit des parallèles avec la situation de politique étrangère de l’Ordre en 1466. Lors du plébiscite du 11 juillet 1920 à Olsztyn, un vote a lieu pour départager l'appartenance nationale de la Prusse-Orientale méridionale en raison de différends frontaliers avec la Pologne. Dans le cadre de ces votes, la partie allemande rappelle intensément la « tradition de l’Ostland » de l’ordre Teutonique. Des rues entières sont décorées de croix sur des fanions et des drapeaux.
En 1929, l'ordre Teutonique devient un institut de vie consacrée, qui prend place parmi les chanoines réguliers.

### Nazisme
Pendant l'époque du national-socialisme, l'attitude envers l'Ordre allemand et son histoire était ambivalente, même au sein des élites dirigeantes. En général, les nazis entretenaient une image positive de l'Ordre du XIXe siècle du point de vue prussien. Les SS ont même pris l'ordre Teutonique comme modèle et inspiration, en caractérisant leurs ennemis par contraste comme des « jésuites ».

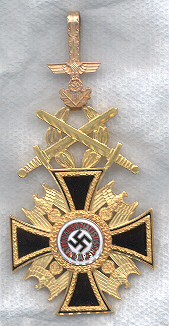
croix de l'ordre allemand

Adolf Hitler glorifie déjà en 1924 dans son livre Mein Kampf la colonisation germanique de l'Europe orientale et développe de vastes plans de conquêtes « sur la route des anciens chevaliers de l'Ordre ». En revanche, Himmler a d'autres idées dans le cadre de la théorie raciale. Il veut fonder son propre « Ordre allemand » en tant que précurseur d'un nouvel empire mondial allemand, ce à quoi servent également les Ordensburgen (de) nouvellement créés. Il considère même les SS comme l'incarnation moderne des chevaliers teutoniques médiévaux. C'est pourquoi, dans cette logique, l'ancienne organisation ainsi nommée doit disparaître. En 1938, l'ordre Teutonique est dissous dans le Reich par un décret d'abolition. La même année, à la suite de ce décret, l’ordre Teutonique est dissous en Autriche, qui a été annexé par l'Allemagne sous le nom d’Ostmark. En 1939, le même édit est appliqué dans ce que l’on appelle le « reste de la Tchécoslovaquie », le protectorat du Reich de Bohême-Moravie.
Le parti nazi, dans son programme de 1920, s'est déclaré pour un « christianisme positif », pour autant que celui-ci-ci ne contrevienne pas aux « sentiments éthiques et moraux de la race germanique ». Dès le départ cependant, le NDSAP est imprégné d'idéologie völkisch, dont certains courants plaident pour la mise en place d'un néo-paganisme censé être un retour à une religiosité spécifiquement aryenne. Dans le Reich, le ministre de la Propagande Joseph Goebbels s'efforce de supprimer la tradition catholique de la conscience en faveur d'une nouvelle idée religieuse[Laquelle ?].
Le Reichsarbeitsdienst associe dans son insigne pour le Gau 25, la croix gammée avec celle de l'enseigne de l'Ordre. La croix d'honneur de la mère allemande est également inspirée de celle de l'Ordre. Il y a aussi une division de chars de la division SS Panzergrenadier « Nordland » portant le nom de grand maître Hermann von Salza.
De plus, selon Cordelia Heß, l'ordre Teutonique enthousiasme le mouvement catholique pro-Hitler. En effet, c'est à partir de l'imaginaire nationaliste allemand autour de la colonisation de la Pologne que Dorothée de Montau est érigée à partir des années 30 en patronne de la Prusse par Paul Nieborowski. Cette figure hagiographique étroitement associée à l'ordre Teutonique a ainsi servi à des catholiques à concilier leur foi avec le nazisme.
En 1944, l’Ordre soutient secrètement la tentative d’assassinat de Hitler planifié par le lieutenant-colonel prussien Claus Schenk von Stauffenberg, auquel le Führer survit. Après l’attentat, des purges à grande échelle commencent et environ cinq mille personnes sont arrêtées, dont deux cents sont condamnées à mort, dont plusieurs membres de l’Ordre[réf. nécessaire].

### Propagande soviétique

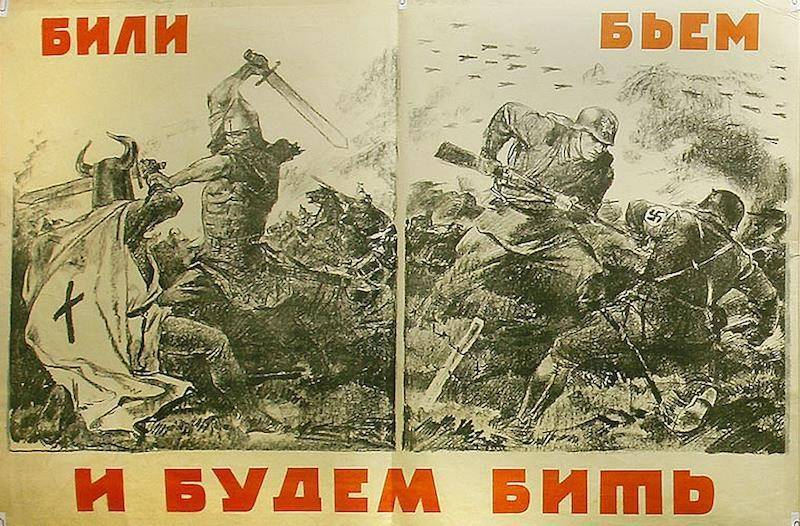
Affiche soviétique de 1941 comparant la bataille du Lac Peïpous à l'invasion allemande.

En 1941, l'Allemagne rompt le pacte de non-agression de 1939 en envahissant l'Union Soviétique. L'URSS crée donc entre 1941 et 1942 des affiches de propagande comparant la bataille du lac Peïpous, dans laquelle les états russes de Novgorod,de Vladimir-Souzdal et de Pskov vainquent l'ordre de Livonie, à l'opération Barbarossa. Ces affiches disent explicitement que les russes ont gagné en 1242 et qu'ils gagneront à nouveau.
On peut trouver, plus tôt en 1938, le film de Sergueï Eisenstein Alexandre Nevski retraçant l'histoire de Alexandre Nevski durant l'invasion teutonique des principautés slaves, notamment la bataille sur la glace. Ce film contient des éléments allégoriques évidents, reflétant la situation diplomatique des deux pays. Il montre par exemple des chevaliers teutoniques avec des casques ressemblant au Stahlhelm de la Première Guerre mondiale.

### Après 1945

Armoiries actuelles du grand maître de l'ordre Teutonique.

Après la Seconde Guerre mondiale, en 1947, le décret d’abolition de 1938 est annulé en vertu du droit constitutionnel en Autriche et les biens restants sont restitués à l’Ordre.
Dans l'après-guerre, l'intérêt populaire pour l'ordre Teutonique en Allemagne a fortement diminué, mais en Pologne, au contraire, ils ont été érigés en figure du mal, dans un esprit anti-allemand.
Les chevaliers teutoniques sont aujourd'hui[Quand ?]environ un millier :
- 100 frères (dont certains sont aussi prêtres), liés par les trois vœux de chasteté, de pauvreté et d'obéissance ;
- 200 sœurs ;
- 700 affiliés, ou « familiers », ou « marians », laïques ou d'état ecclésiastique, qui cherchent à entériner les efforts de l'Ordre pour promouvoir son entreprise et à réaliser ses idéaux.

L'Ordre a aussi le droit d'inclure dans les provinces des oblats ou oblates.
La communauté est divisée en provinces, bailliages et commanderies (pour les familiers).
En 1957, l'Ordre a acheté une maison à Rome qui est le siège du procureur général de l'Ordre, et qui sert aussi de maison d'hôtes.
Les frères et sœurs sont répartis à travers sept provinces : l'Autriche, le Tyrol du Sud, l'Italie, la Slovénie, l'Allemagne, la République tchèque et la Slovaquie.
Les familiers sont répartis dans les bailliages et commanderies suivants : Allemagne, Autriche, Tyrol du Sud, ad Tiberim à Rome, le bailliage de la République tchèque et de la Slovaquie, et dans la commanderie indépendante d'Alden Biesen en Belgique ; il y a aussi des familiers dispersés dans d'autres pays.
Le grand maître est aujourd'hui supérieur général et chef suprême de l'Ordre. Il reçoit après son élection la bénédiction abbatiale et jouit de l'usage des pontificalia, privilège qui est accordé à l'ordre Teutonique depuis 1933. Depuis 1923, la grande maîtrise est exercée par des prêtres qui sont élus pour six ans par les frères et sœurs délégués au chapitre général.
Le 4 septembre 1991, la République fédérale d’Allemagne crée une pièce commémorative « 800 ans de l’ordre Teutonique » d’une valeur nominale de 10 marks allemands à l’occasion de cet anniversaire.

## L'organisation de l'ordre Teutonique avant 1525

### Les hauts dignitaires
|                             |                             |                             |                             |                             |                             |                    |                    |                        |                        |                        |                        | Chapitre général       |                        |                   |                   |                   |                   |                   |                   |                   |                   |                       |                       |                            |                            |                            |                            |                            |                            |  |  |                   |                   |                   |                   |                   |                   |  |  |  |  |  |  |  |  |  |  |  |  |  |  |  |  |  |  |  |  |  |  |  |  |  |  |
|                             |                             |                             |                             |                             |                             |                    |                    |                        |                        |                        |                        |                        |                        |                   |                   |                   |                   |                   |                   |                   |                   |                       |                       |                            |                            |                            |                            |                            |                            |  |  |                   |                   |                   |                   |                   |                   |  |  |  |  |  |  |  |  |  |  |  |  |  |  |  |  |  |  |  |  |  |  |  |  |  |  |
|                             |                             |                             |                             | Ratsgebietiger              | Ratsgebietiger              | Ratsgebietiger     | Ratsgebietiger     | Ratsgebietiger         | Ratsgebietiger         |                        |                        | Grand maître           | Grand maître           | Grand maître      | Grand maître      | Grand maître      | Grand maître      |                   |                   | Chancellerie      | Chancellerie      | Chancellerie          | Chancellerie          | Chancellerie               | Chancellerie               |                            |                            |                            |                            |  |  |                   |                   |                   |                   |                   |                   |  |  |  |  |  |  |  |  |  |  |  |  |  |  |  |  |  |  |  |  |  |  |  |  |  |  |
|                             |                             |                             |                             | Ratsgebietiger              | Ratsgebietiger              | Ratsgebietiger     | Ratsgebietiger     | Ratsgebietiger         | Ratsgebietiger         |                        |                        | Grand maître           | Grand maître           | Grand maître      | Grand maître      | Grand maître      | Grand maître      |                   |                   | Chancellerie      | Chancellerie      | Chancellerie          | Chancellerie          | Chancellerie               | Chancellerie               |                            |                            |                            |                            |  |  |                   |                   |                   |                   |                   |                   |  |  |  |  |  |  |  |  |  |  |  |  |  |  |  |  |  |  |  |  |  |  |  |  |  |  |
|                             |                             |                             |                             |                             |                             |                    |                    |                        |                        |                        |                        |                        |                        |                   |                   |                   |                   |                   |                   |                   |                   |                       |                       |                            |                            |                            |                            |                            |                            |  |  |                   |                   |                   |                   |                   |                   |  |  |  |  |  |  |  |  |  |  |  |  |  |  |  |  |  |  |  |  |  |  |  |  |  |  |
|                             |                             |                             |                             |                             |                             |                    |                    |                        |                        |                        |                        |                        |                        |                   |                   |                   |                   |                   |                   |                   |                   |                       |                       |                            |                            |                            |                            |                            |                            |  |  |                   |                   |                   |                   |                   |                   |  |  |  |  |  |  |  |  |  |  |  |  |  |  |  |  |  |  |  |  |  |  |  |  |  |  |
| Grand commandeur (dépenses) | Grand commandeur (dépenses) | Grand commandeur (dépenses) | Grand commandeur (dépenses) | Grand commandeur (dépenses) | Grand commandeur (dépenses) |                    |                    | Grand maréchal (armée) | Grand maréchal (armée) | Grand maréchal (armée) | Grand maréchal (armée) | Grand maréchal (armée) | Grand maréchal (armée) |                   |                   | Grand hospitalier | Grand hospitalier | Grand hospitalier | Grand hospitalier | Grand hospitalier | Grand hospitalier |                       |                       | Grand trésorier (finances) | Grand trésorier (finances) | Grand trésorier (finances) | Grand trésorier (finances) | Grand trésorier (finances) | Grand trésorier (finances) |  |  | Grand commissaire | Grand commissaire | Grand commissaire | Grand commissaire | Grand commissaire | Grand commissaire |  |  |  |  |  |  |  |  |  |  |  |  |  |  |  |  |  |  |  |  |  |  |  |  |  |  |
| Grand commandeur (dépenses) | Grand commandeur (dépenses) | Grand commandeur (dépenses) | Grand commandeur (dépenses) | Grand commandeur (dépenses) | Grand commandeur (dépenses) |                    |                    | Grand maréchal (armée) | Grand maréchal (armée) | Grand maréchal (armée) | Grand maréchal (armée) | Grand maréchal (armée) | Grand maréchal (armée) |                   |                   | Grand hospitalier | Grand hospitalier | Grand hospitalier | Grand hospitalier | Grand hospitalier | Grand hospitalier |                       |                       | Grand trésorier (finances) | Grand trésorier (finances) | Grand trésorier (finances) | Grand trésorier (finances) | Grand trésorier (finances) | Grand trésorier (finances) |  |  | Grand commissaire | Grand commissaire | Grand commissaire | Grand commissaire | Grand commissaire | Grand commissaire |  |  |  |  |  |  |  |  |  |  |  |  |  |  |  |  |  |  |  |  |  |  |  |  |  |  |
|                             |                             |                             |                             |                             |                             |                    |                    |                        |                        |                        |                        |                        |                        |                   |                   |                   |                   |                   |                   |                   |                   |                       |                       |                            |                            |                            |                            |                            |                            |  |  |                   |                   |                   |                   |                   |                   |  |  |  |  |  |  |  |  |  |  |  |  |  |  |  |  |  |  |  |  |  |  |  |  |  |  |
|                             |                             |                             |                             |                             |                             |                    |                    |                        |                        |                        |                        |                        |                        |                   |                   |                   |                   |                   |                   |                   |                   |                       |                       |                            |                            |                            |                            |                            |                            |  |  |                   |                   |                   |                   |                   |                   |  |  |  |  |  |  |  |  |  |  |  |  |  |  |  |  |  |  |  |  |  |  |  |  |  |  |
|                             |                             |                             |                             |                             |                             |                    |                    |                        |                        |                        |                        |                        |                        |                   |                   |                   |                   |                   |                   |                   |                   |                       |                       |                            |                            |                            |                            |                            |                            |  |  |                   |                   |                   |                   |                   |                   |  |  |  |  |  |  |  |  |  |  |  |  |  |  |  |  |  |  |  |  |  |  |  |  |  |  |
|                             |                             | Maître de Germanie          | Maître de Germanie          | Maître de Germanie          | Maître de Germanie          | Maître de Germanie | Maître de Germanie |                        |                        |                        |                        | Maître de Livonie      | Maître de Livonie      | Maître de Livonie | Maître de Livonie | Maître de Livonie | Maître de Livonie |                   |                   |                   |                   | Maître de Prusse      | Maître de Prusse      | Maître de Prusse           | Maître de Prusse           | Maître de Prusse           | Maître de Prusse           |                            |                            |  |  |                   |                   |                   |                   |                   |                   |  |  |  |  |  |  |  |  |  |  |  |  |  |  |  |  |  |  |  |  |  |  |  |  |  |  |
|                             |                             | Maître de Germanie          | Maître de Germanie          | Maître de Germanie          | Maître de Germanie          | Maître de Germanie | Maître de Germanie |                        |                        |                        |                        | Maître de Livonie      | Maître de Livonie      | Maître de Livonie | Maître de Livonie | Maître de Livonie | Maître de Livonie |                   |                   |                   |                   | Maître de Prusse      | Maître de Prusse      | Maître de Prusse           | Maître de Prusse           | Maître de Prusse           | Maître de Prusse           |                            |                            |  |  |                   |                   |                   |                   |                   |                   |  |  |  |  |  |  |  |  |  |  |  |  |  |  |  |  |  |  |  |  |  |  |  |  |  |  |
|                             |                             | Bailli                      | Bailli                      | Bailli                      | Bailli                      | Bailli             | Bailli             |                        |                        |                        |                        |                        |                        |                   |                   |                   |                   |                   |                   |                   |                   | Vice-maître de Prusse | Vice-maître de Prusse | Vice-maître de Prusse      | Vice-maître de Prusse      | Vice-maître de Prusse      | Vice-maître de Prusse      |                            |                            |  |  |                   |                   |                   |                   |                   |                   |  |  |  |  |  |  |  |  |  |  |  |  |  |  |  |  |  |  |  |  |  |  |  |  |  |  |
|                             |                             | Bailli                      | Bailli                      | Bailli                      | Bailli                      | Bailli             | Bailli             |                        |                        |                        |                        |                        |                        |                   |                   |                   |                   |                   |                   |                   |                   | Vice-maître de Prusse | Vice-maître de Prusse | Vice-maître de Prusse      | Vice-maître de Prusse      | Vice-maître de Prusse      | Vice-maître de Prusse      |                            |                            |  |  |                   |                   |                   |                   |                   |                   |  |  |  |  |  |  |  |  |  |  |  |  |  |  |  |  |  |  |  |  |  |  |  |  |  |  |
|                             |                             | Commandeur                  | Commandeur                  | Commandeur                  | Commandeur                  | Commandeur         | Commandeur         |                        |                        |                        |                        | Commandeur             | Commandeur             | Commandeur        | Commandeur        | Commandeur        | Commandeur        |                   |                   |                   |                   | Commandeur            | Commandeur            | Commandeur                 | Commandeur                 | Commandeur                 | Commandeur                 |                            |                            |  |  |                   |                   |                   |                   |                   |                   |  |  |  |  |  |  |  |  |  |  |  |  |  |  |  |  |  |  |  |  |  |  |  |  |  |  |

#### Le grand maître

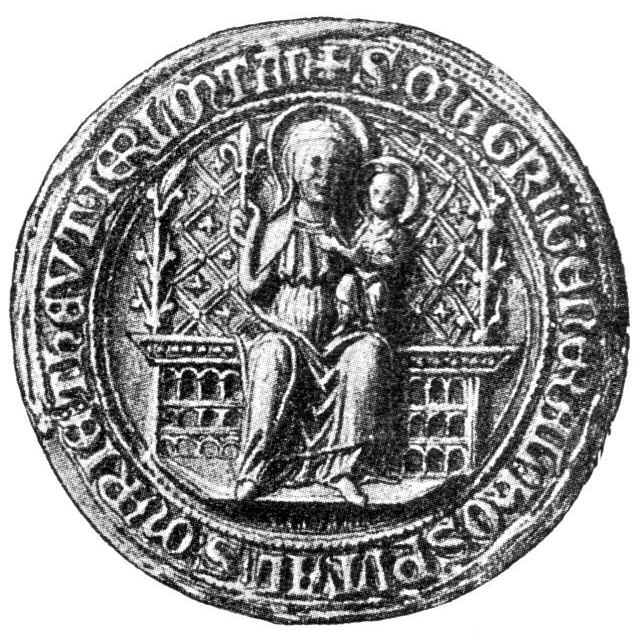
Sceau du grand maître.

Le grand maître (en allemand Hochmeister, en latin magister generalis) se trouve au sommet de la hiérarchie, mais son pouvoir n'est pas absolu, car il doit tenir compte des avis du grand conseil composé de cinq grands officiers.
Il est élu à vie par un chapitre (capitulum) de treize électeurs : huit frères chevaliers, quatre frères sergents (en général non nobles), et un frère prêtre.

#### Le grand commandeur
Le grand commandeur (Großkomtur, magnus commendator) prend toutes les décisions concernant les dépenses de l'ordre.

#### Le grand maréchal
Le grand maréchal (Ordensmarschall, summus marescalcus) est le commandant en chef des forces armées de l'Ordre et il dirige les arsenaux.
À partir de 1330, il est commandeur de Königsberg, où il réside en temps de paix.

#### Le grand commissaire

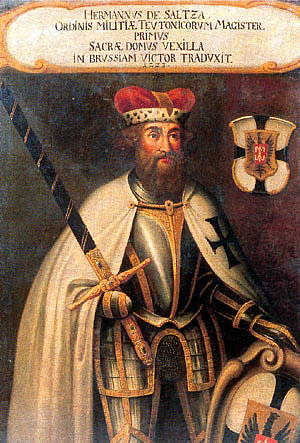
Hermann von Salza, quatrième grand maître de l’ordre.

Le grand commissaire (Ordenstrappier, summus trapearius) est responsable de la vie quotidienne et matérielle.
Il réside en général à Christburg.

#### Le grand trésorier
Le grand trésorier (Ordenstressler, summus thesaurarius) est responsable des finances, et gère au XIVe siècle, le trésor de l'Ordre, le fonds des dépenses personnelles du grand maître, et le trésor du chapitre de Marienbourg.
Il réside à Marienbourg.

#### Le grand hospitalier
Le grand hospitalier (Großspittler, summus hospitalarius) veille au soin des malades dans les hospices de l'Ordre et à l'application de la règle par tous les membres de l'Ordre.
Il réside en général à la commanderie d'Elbing.

#### Les maîtres provinciaux
Les maîtres provinciaux sont des hauts dignitaires de l'Ordre chargés d'administrer les trois régions de l'Ordre: la Germanie, la Prusse et la Livonie. Les 3 titres sont créés par Hermann Balk. Dans la hiérarchie, le maître est supérieur aux commandeurs qui administrent une forteresse.
Le maître de Germanie administre les territoires teutoniques au sein du Saint-Empire romain germanique. Le titre est créé en 1219 et dissout en 1543 à la mort de Walter de Cronberg.
Le maître de Prusse administre les territoires teutoniques en Prusse. Il existe de 1230 à 1309 en tant que fonction distincte puis ce rôle est donné aux grands maîtres. Il réside à Elbing. Il est également secondé par un vice-maître. Friedrich von Wildenberg devient brièvement maître de Prusse entre 1317 et 1324.
Le maître de Livonie administre les territoires teutoniques en Livonie. Ce rôle est créé en 1237 après l'incorporation des chevaliers porte-glaive à l'ordre Teutonique,. Il disparait en 1561 avec le traité de Vilnius.

### Les catégories de membres et de serviteurs de l'Ordre
L'ordre Teutonique était formé de plusieurs catégories de membres et utilisait aussi les services de personnes non membres de l'Ordre, soit volontaires, soit même des mercenaires.

#### Les frères chevaliers
Ils prononcent les vœux monastiques de chasteté, d'obéissance, de pauvreté et prêtent le serment en plus de combattre les ennemis du christianisme par les armes. Ce sont donc des guerriers de haut niveau, aussi bien entraînés pour la lutte à cheval que pour le combat à pied. Le chevalier a une armure complète, deux ou trois destriers et des chevaux pour le voyage et le chargement. Le chevalier commande une garnison ou un détachement de guerriers et organise la stratégie des campagnes militaires. Ils sont peu nombreux, ainsi à la bataille du lac Peïpous en 1242, ils ne sont que trente-cinq chevaliers sur les milliers de combattants.
Le frère chevalier est issu de la noblesse, mais pas toujours au début, lorsqu'il suffit d'être fils d'un riche citoyen (pour payer l'équipement). À partir du XIVe siècle, le chevalier doit être issu de la noblesse jusqu'à la quatrième génération, aussi bien en ligne paternelle qu'en ligne maternelle. Il peut être admis, comme aspirant, à partir de l'âge de quatorze ans. Il doit être issu des terres du Saint-Empire romain germanique (la majorité vient de Souabe et de Franconie). Sa tenue consiste en un surcot, un manteau blanc avec une croix noire sur la poitrine et une grande cape blanche avec une croix noire sur l'épaule gauche.

#### Les frères sergents
Ils font partie intégrante de l'Ordre avec le rang de sergents et prononcent le même serment, ainsi que les vœux monastiques. Ce sont des guerriers professionnels qui combattent habituellement à cheval. Ils sont recrutés dans la population libre locale (Prussiens ou Polonais), n'ont pas de poste de commandement et assurent la garnison des châteaux forts en période de paix. Ils occupent aussi des fonctions administratives ou hospitalières. Leur tenue consiste en un surcot gris avec une croix noire tronquée.
En période de guerre, le grand maître de l'Ordre peut donc immédiatement lever une armée, contrairement aux autres souverains européens qui doivent envoyer des messagers dans tout le pays pour réunir leurs barons et chevaliers avec leurs propres troupes, ce qui prend du temps. L'organisation sur place en maillage des chevaliers teutoniques offre de nombreux avantages, d'autant qu'ils sont disciplinés et unis par le même idéal. Ils sont 800 frères chevaliers à la fin du XIVe siècle, avec 6 500 « autres frères » (frères sergents).

#### Les non militaires: frères et sœurs, demi-frères et demi-sœurs
- Frères prêtres : ils ont une soutane noire avec une cape blanche avec la croix noire teutonique, et sont en petit nombre, même en comptant les clercs des ordres mineurs.
- Servants domestiques ou demi-frères : ils sont recrutés dans la population locale, ne prononcent pas de vœux, mais doivent suivre la règle commune. Ils n'ont pas de costume particulier.
- Sœurs : elles prononcent leurs vœux monastiques et ont avant tout une tâche hospitalière. Elles n'ont qu'une seule implantation en Prusse et sont présentes surtout en Germanie.
- Demi-sœurs : celles-ci sont les domestiques des précédentes et ne prononcent pas de vœux.

#### Les membres temporaires
Ces catégories concernent les membres permanents, à vie, de l'Ordre, mais il existe aussi des catégories de membres de l'Ordre qui le servent pendant une période donnée : ce sont les confrères.
Les confrères ne prononcent pas de vœux, mais sont soumis à la règle commune pendant leur service qui peut se dérouler pendant une campagne militaire, ou pendant plusieurs années. Ils peuvent se marier, mais doivent léguer la moitié de leurs biens à l'Ordre à leur mort. Le fameux Tannhäuser était confrère de l'Ordre. La cape blanche de l'Ordre se porte sur un surcot habituel, en général bleu, mais la croix teutonique se porte à droite de la poitrine. Ils sont autorisés à porter leurs armoiries sur leur bouclier.
Les familiers sont des membres honoraires de l'ordre Teutonique, chargés de l'aider financièrement et de réunir des fonds. Tous leurs biens et leurs terres étaient légués à l'Ordre après leur mort.
Les invités sont des chevaliers venant de toute l'Europe participer aux croisades baltes, après la fin des croisades en Terre sainte. Ceux de l'Empire se réunissent sous la bannière de saint Georges, ceux des autres pays sous la bannière de Notre Dame. Leurs dépenses étaient couvertes par l'Ordre ; les invités sont organisés en divisions, correspondant à leurs territoires d'origine.
Parmi les invités célèbres, on peut citer le Français Jean II de Boucicaut, futur maréchal de France, le comte de Derby, futur Henri IV d'Angleterre, Henri de Lancastre, les rois Louis de Hongrie, Valdemar Ier de Danemark, Jean Ier de Bohême, etc. Des familles nobles envoyaient régulièrement leurs rejetons combattre sous la croix teutonique, comme les Kniprode, les Alner (en Germanie), les Gistel (en Flandre), les Suffolk ou Worwick (en Angleterre), les La Trémoille (en France), les Berthout (en Brabant).

#### Les mercenaires
Les commandeurs de commanderies locales peuvent aussi lever des mercenaires qu'ils rémunèrent et organisent en lances de trois hommes. Ils combattent presque toujours à cheval. 3 712 mercenaires (sur les 5 751 mercenaires de l'Ordre) participent à la bataille de Grunwald en 1410.

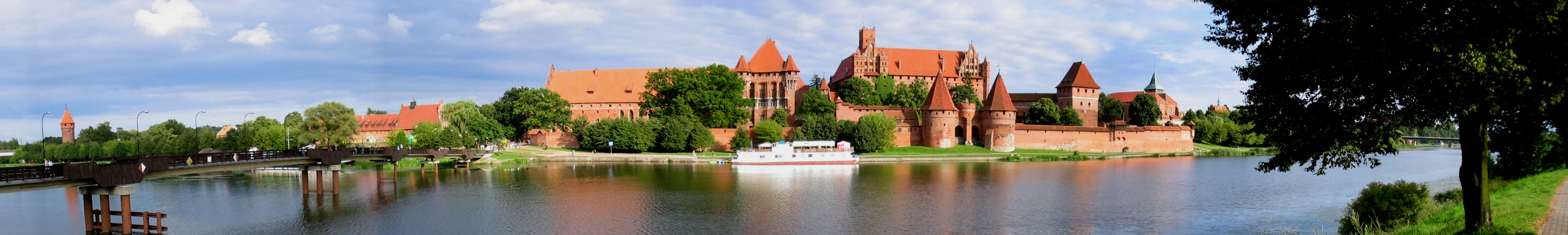
Panorama de la forteresse teutonique de Marienbourg (aujourd'hui Malbork).

### L'organisation territoriale: provinces, bailliages, commanderies

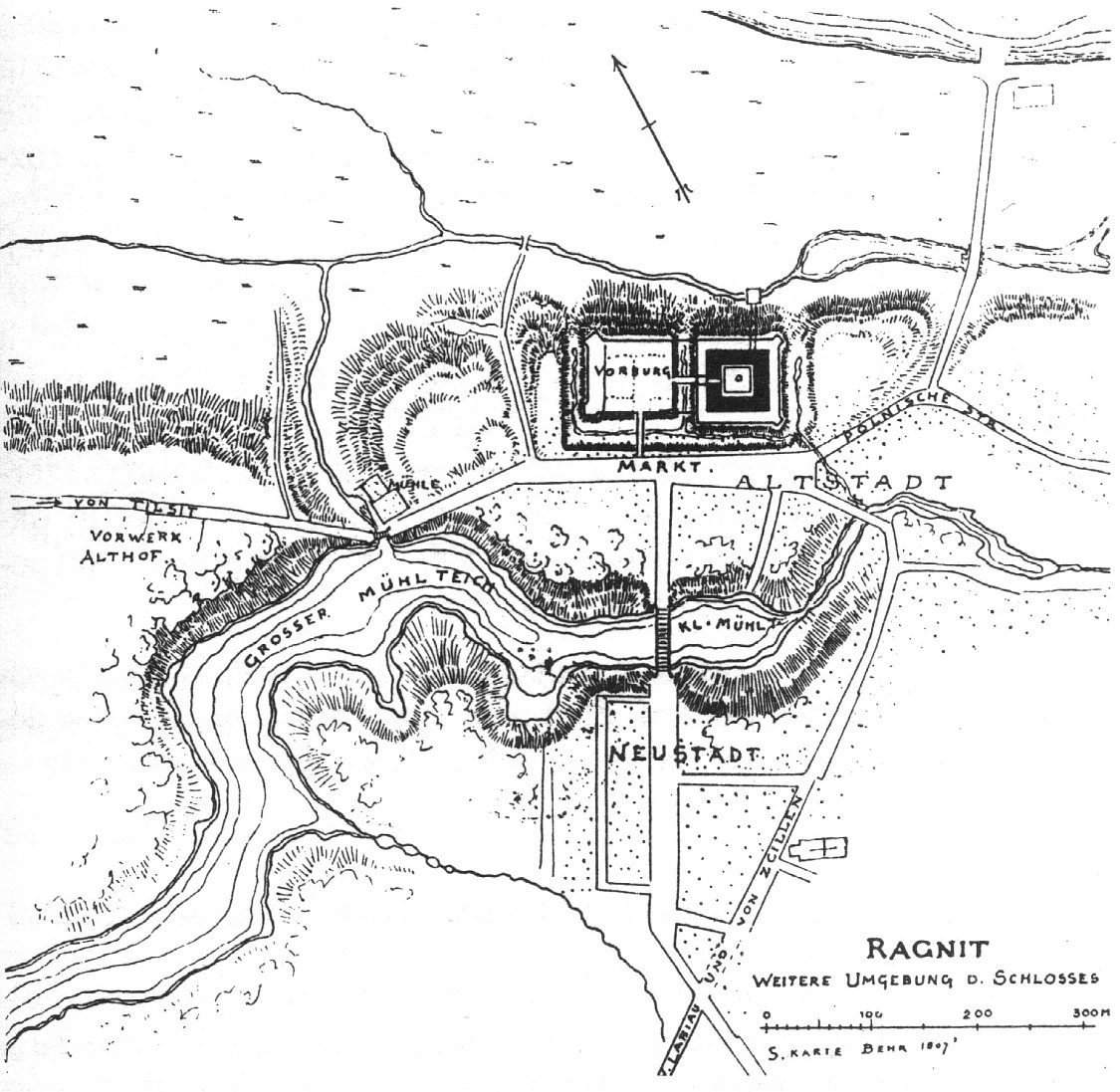
Plan de la forteresse teutonique de Ragnit.

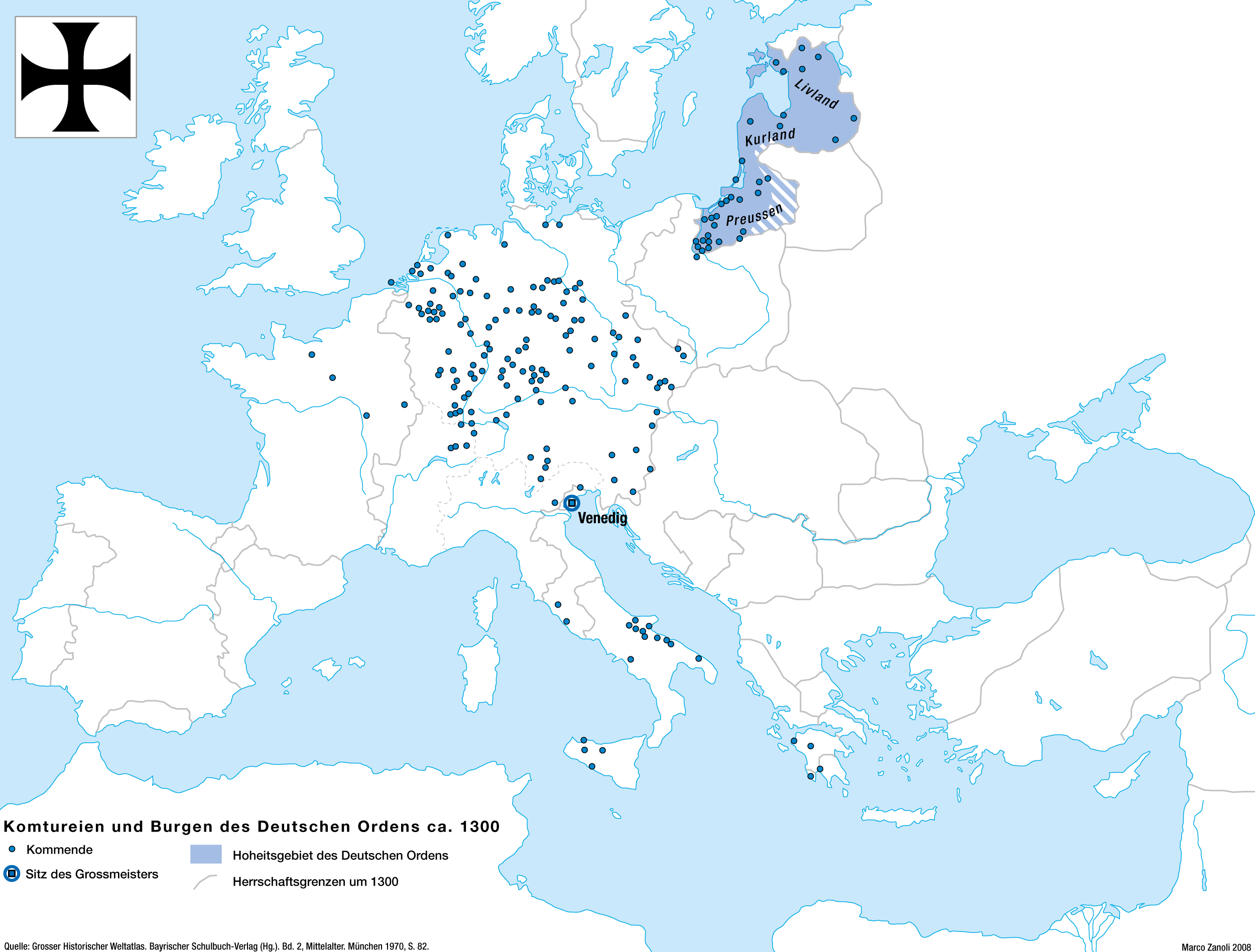
Possessions de l'ordre Teutonique en Europe vers 1300.

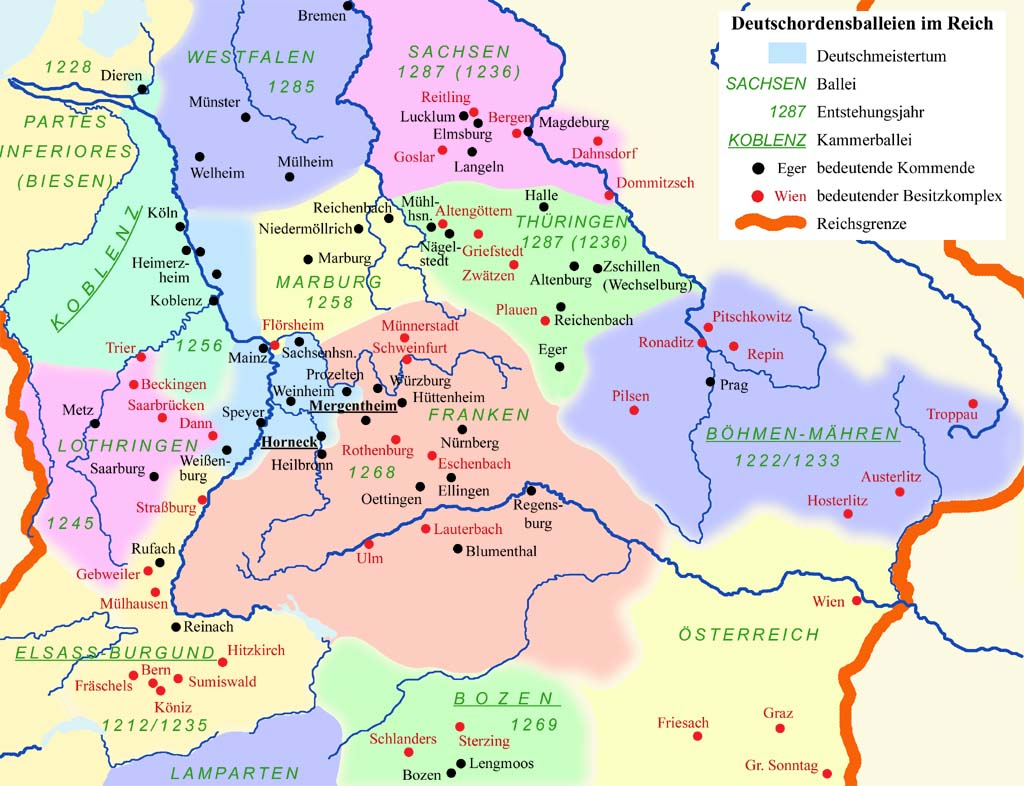
Bailliages teutoniques en Allemagne et Bohême au XIIIe siècle.

L'Ordre est divisé en provinces qui, après 1309, sont :

#### Les provinces d'Orient
- Montfort (Terre sainte)
- Arménie
- Chypre

#### Les provinces d'Occident
- Prusse, dirigée par le grand maître lui-même et divisée en trois bailliages
  - Pomérélie, à l'ouest de la Vistule
  - pays de Chełmno (Kulmerland), sur la Vistule
  - Prusse, à l'est de la Vistule
- grande commanderie de Livonie (de), qui regroupe les six commanderies des chevaliers Porte-Glaive ; est dirigée par le maître de Livonie (Landmeister).
- Samogitie, appartenant à l'Ordre de 1398 à 1411.
- Germanie, dirigée par le « maître allemand » (Deutschmeister) et divisée en douze bailliages :
  - Utrecht,
  - Biesen autour de la commanderie d'Alden Biesen en Belgique actuelle,
  - Coblence,
  - Lorraine (de) autour de Trèves,
  - Souabe-Alsace-Bourgogne en Alsace, Bade-Wurtemberg et Suisse actuels, avec son siège au château d'Altshausen,
  - Westphalie autour de la commanderie de Mülheim (Warstein),
  - Saxe-Thuringe autour de la commanderie de Lucklum (Wolfenbüttel),
  - Hesse autour de la commanderie de Marbourg,
  - Franconie autour de la commanderie de Mergentheim,
  - Autriche (de),
  - Bohême,
  - Adige et montagnes (de) autour de Bolzano et du Tyrol,
  - Neumark.
- les bailliages méditerranéens : devenus inutiles après la perte de la Terre sainte, ils sont abandonnés à la fin du Moyen Âge :
  - Lombardie (de),
  - Apulie (de),
  - Sicile (de),
  - Romanie (de) (Grèce).

#### Possessions de l'Ordre en France
L'Ordre détient aussi des possessions en France :
- commanderie de Beauvoir, à Chaumesnil (Aube) ;
- commanderie d'Orbec, à Nolay (Nièvre) ;
- commanderie de Villiers à Flez-Cuzy (Nièvre) ;
- commanderie de Pont-Saint-Didier à Saint-Didier (Nièvre) ;
- commanderie de Pignol à Tannay (Nièvre) ;
- commanderie de Saint-Michel-de-l'Hermittage à Trancrainville (Eure-et-Loir) ;
- patronage de la paroisse de Vaudeville (Meurthe-et-Moselle).

## Spiritualité
Créé à partir de la croix du Rédempteur, qui est aussi la marque distinctive de l'ordre, sous la protection de la Vierge Marie, de sainte Élisabeth de Thuringe, et de saint Georges[réf. nécessaire].

### Moyen Âge
Dans les soins apportés aux malades, la spiritualité joue un rôle important : lors de l'admission, les patients sont tenus de confesser leurs péchés et de recevoir l'eucharistie. Quant aux frères, il est probable qu'ils suivent le même principe que ceux de l'ordre de Saint-Jean de Jérusalem, à savoir de traiter les malades comme s'ils et elles étaient le Christ lui-même. Ce sacerdoce de soins aux malades persiste lorsque l'ordre Teutonique se militarise, tout comme celui de garantir un enterrement selon le rite chrétien pour les personnes décédées à l'occasion d'un pèlerinage ou de leur participation à une croisade.
Lorsque l'ordre se militarise, les chevaliers envisagent leur mission en analogie avec la Révolte des Maccabées pour la reconquête de Jérusalem telle qu'elle est narrée dans l'Ancien Testament. Durant la troisième croisade, cette comparaison était très présente dans les discours religieux relatifs, figurant notamment dans la bulle papale Audita tremendi à l'origine de cette dernière. Par la suite, alors que l'ordre Teutonique est engagé dans les croisades baltes, cette référence à leurs combats comme relevant d'une mission semblable à celle du projet de reconquête de Jérusalem par les Maccabées persiste.

### Époque moderne

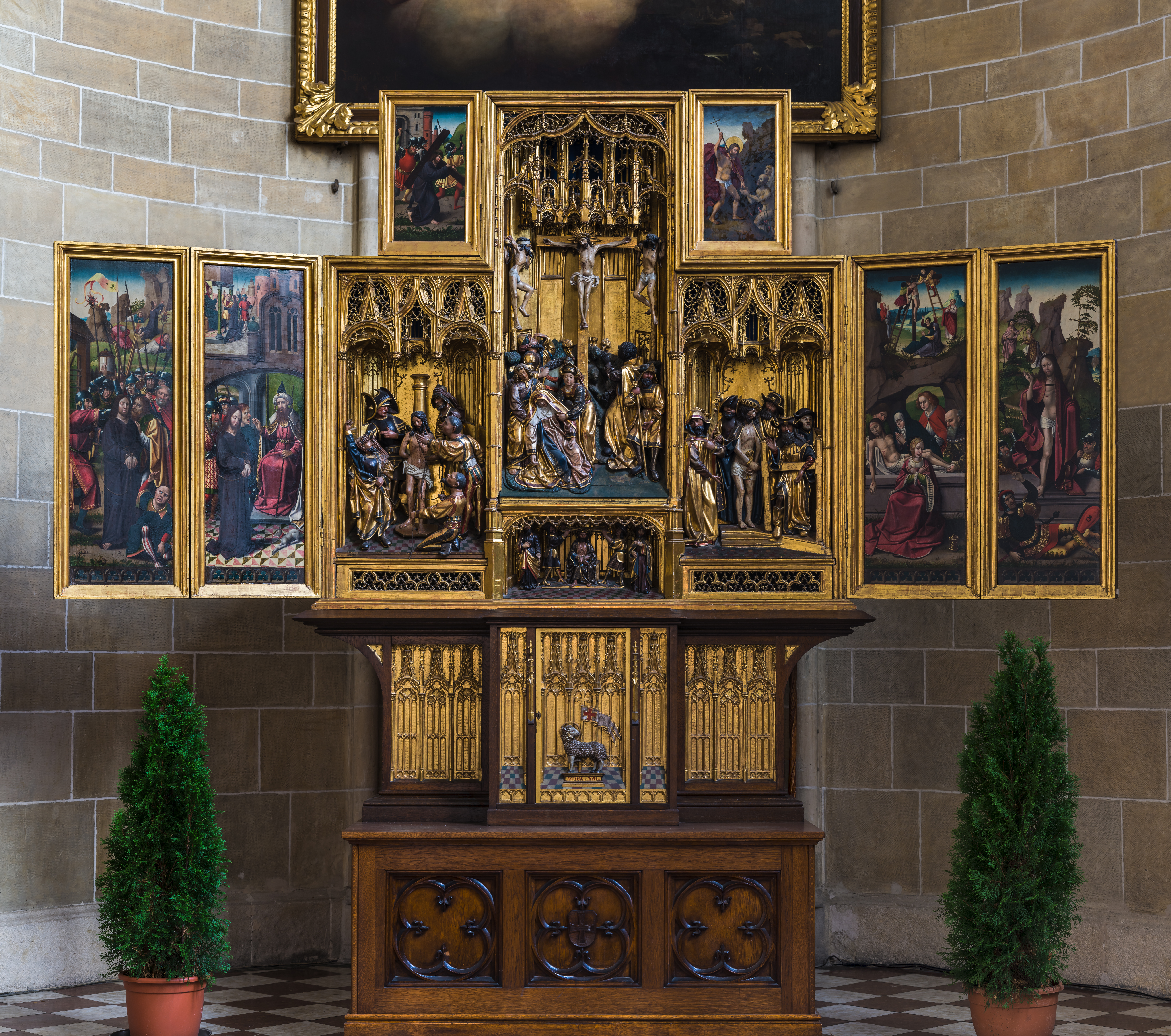
Triptyque dans l'église de l'ordre Teutonique à Vienne (Autriche). Divers maîtres anonymes pour les tableaux et les sculptures sur bois, et pour la polychromie des sculptures sur bois, signé en 1520. À l'origine fait pour l'église Sainte-Marie (Gdańsk), arrivé à Vienne en 1864.

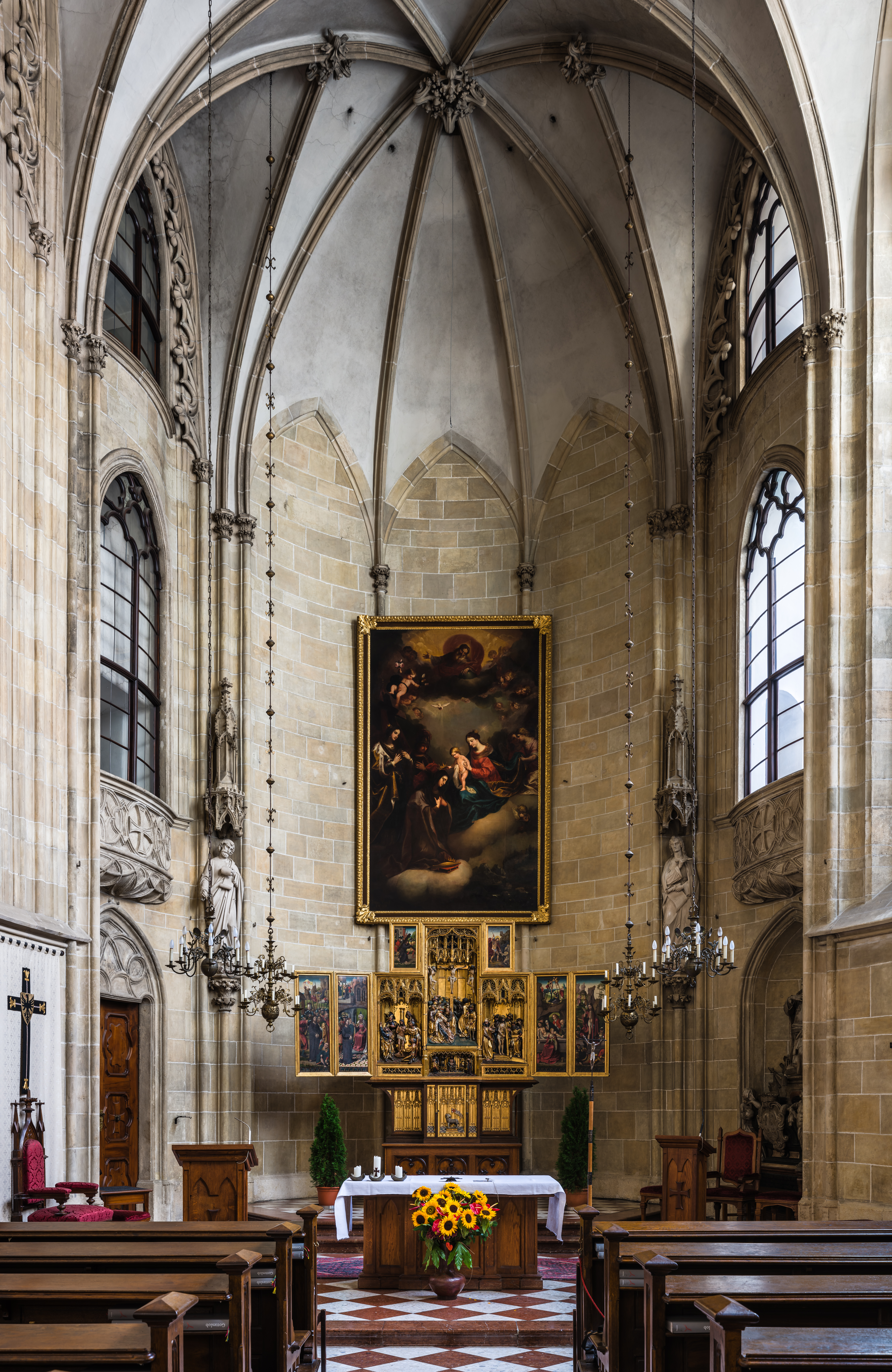
Intérieur de l'église de l'ordre Teutonique à Vienne (Autriche).

### À partir de 1945
Créé à partir de la croix du Rédempteur, qui est aussi la marque distinctive de l'ordre, sous la protection de la Vierge Marie, de sainte Élisabeth de Thuringe, et de saint Georges.

## Les signes distinctifs de l'ordre

### La croix
Chaque frère se lie dans le signe de la croix pour toujours à l'Ordre.
La croix noire sur fond blanc est le symbole de la victoire du Christ sur les puissances des ténèbres et la mort.

### Les symboles héraldiques
Les armes de l’ordre sont constituées d'une croix de sable, chargée d’une croix potencée au champ d’argent.
Par lettres patentes du 20 août 1250, Saint Louis autorise l'Ordre à placer sur son blason les quatre fleurs de lys aux extrémités de la croix d'or de Jérusalem dans la croix magistrale. Il témoigne ainsi sa reconnaissance pour la participation de l'Ordre à la croisade.

### L’habit

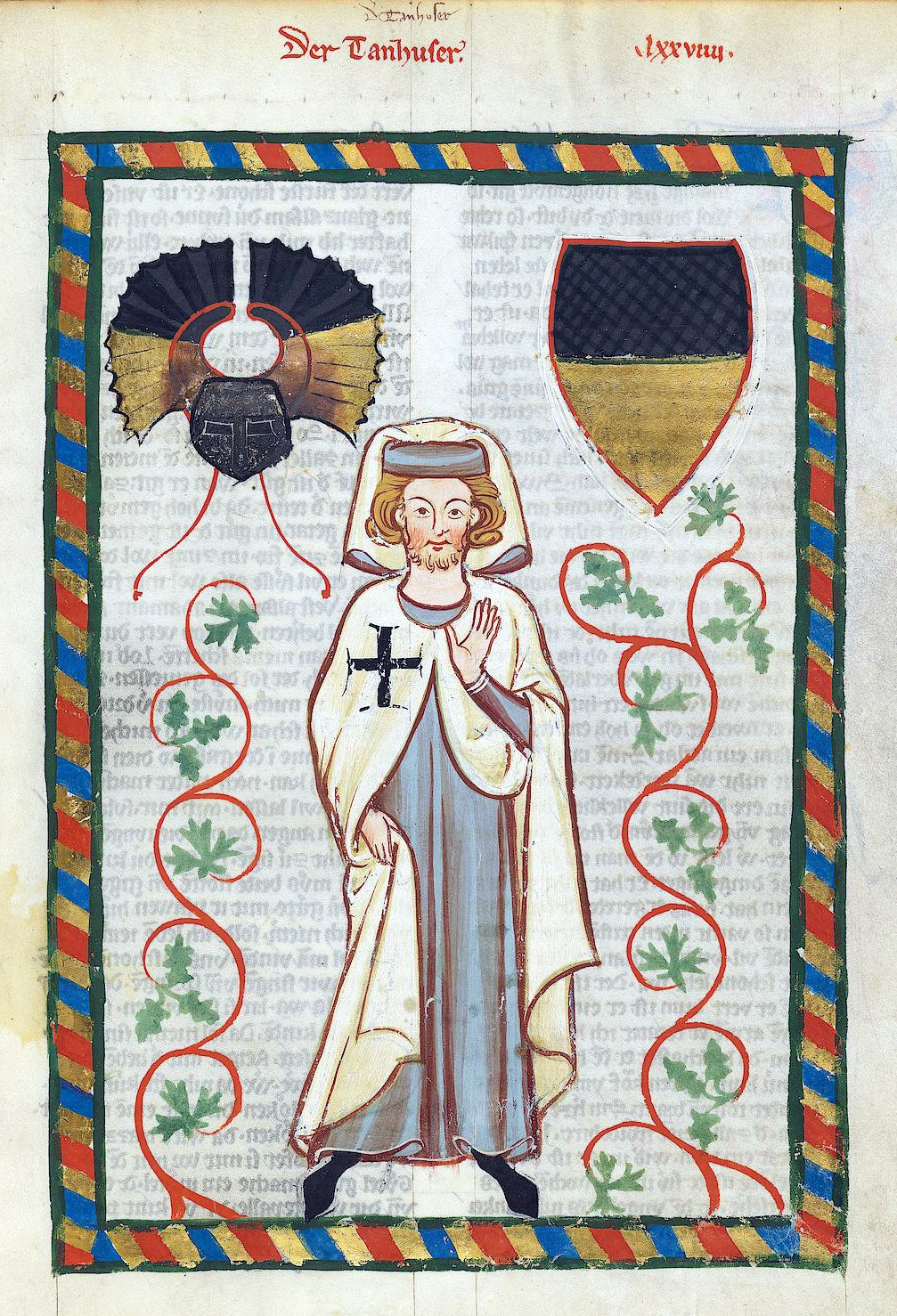
Tannhäuser habillé du manteau blanc des Chevaliers teutoniques (Codex Manesse).

L’habit des chevaliers teutoniques était, comme pour les Templiers, un manteau blanc frappé d’une croix noire (et non rouge). Certaines unités de chevaliers portaient un casque orné pour terrifier leurs rivaux.
Les « frères sergents », membres non-nobles de l’Ordre, portaient un manteau gris.
Aujourd'hui, les frères prononçant des vœux perpétuels portent la croix sur un manteau blanc, les frères avec des vœux temporaires sur un habit noir.

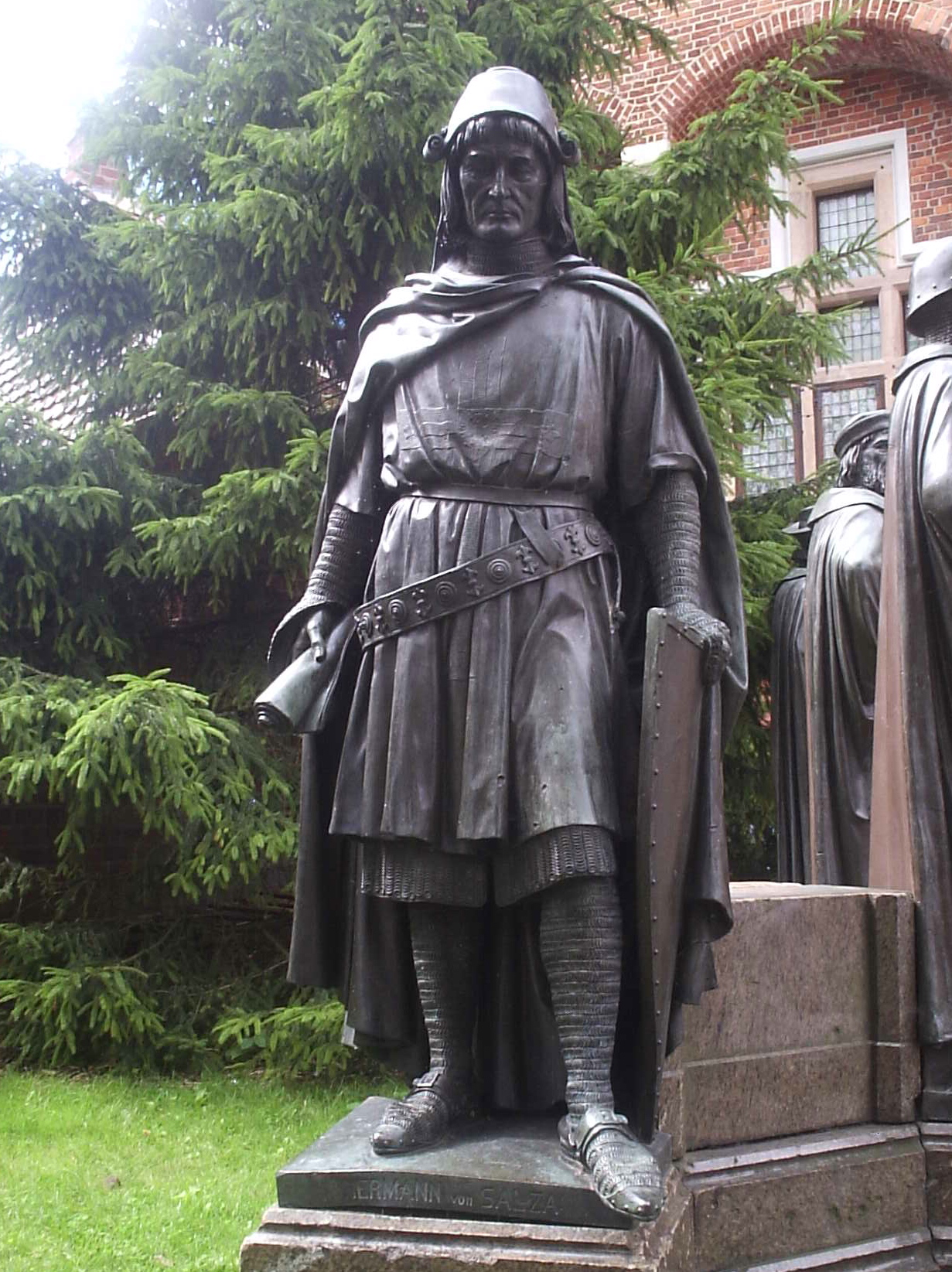
Hermann von Salza, grand maître de l'ordre Teutonique (Malbork).

## Les chevaliers Teutoniques dans la culture

### Littérature de fiction et bande dessinée
- Gustav Freytag, Die Brüder vom deutschen Hause. S. Hirzel, Leipzig, 1874. Roman historique allemand.
- Rudolf Heinrich Genée, Marienburg. Deubner, Berlin 1884. Roman historique allemand.
- Ernst Wichert, Heinrich von Plauen (1881). Roman historique allemand. Schild-Verlag, München 1959.
- Ernst Wichert, Der Bürgermeister von Thorn (1886) Roman historique allemand. Verlag « Der Büchermarkt », Berlin, 1938.
- Henryk Sienkiewicz, Krzyżacy (Les Chevaliers teutoniques) (1900). Roman historique et épique polonais qui a pour cadre la Pologne des années 1399 à 1410. Traduit dans vingt-cinq langues, il connut un succès public immédiat à l’époque. C’est le premier roman publié en Pologne après la Seconde Guerre mondiale. Première traduction française par Maurice R. Skalski sous le titre Les Chevaliers de la Croix, Paris, P. Lamm, 1901.
- Vincent Brugeas, Block 109, Éd. Akileos, Bordeaux, 2010. Bande dessinée de fiction uchronique (dessins de Ronan Toulhoat) se situant après un assassinat d'Adolf Hitler en 1941, dans laquelle l'ordre Teutonique a été ressuscité par Himmler et livre une guerre politique à la SS. Les combattants du « nouvel ordre Teutonique » combattent masqués et casqués sous l'emblème de l'ordre et de la svastika.
- Pat Mills, Requiem, chevalier vampire, Éditions Nickel, puis Glénat, 2000-2012. Série d’albums de bande dessinée (dessins de Olivier Ledroit). Le protagoniste est la réincarnation du grand maître de l'ordre Teutonique Heinrich Barbarossa (personnage fictif).
- Patrick Schmoll, Là-bas sont les dragons, Éditions de l’Ill, Strasbourg, 2019. Roman historique français qui débute avec le récit de la bataille de Tannenberg, et a pour toile de fond les conflits entre Teutoniques et Polonais pendant la première moitié du XVe siècle.
- Turk et De Groot, Robin Dubois (1974-2008). Série de bande dessinée humoristique dans laquelle apparaît une troupe de chevaliers teutoniques.

### Cinéma
- Alexandre Nevski, film épique soviétique réalisé par Sergueï Eisenstein présenté en 1938 et sa musique de Sergueï Prokofiev, qui relate le combat des chevaliers teutoniques contre Alexandre Nevski, lors de la bataille du lac Peïpous.
- Les Chevaliers teutoniques, adaptation cinématographique d'Aleksander Ford de 1960.
- Le Dernier des Templiers, film d'action fantastique de 2011 dans lequel Nicolas Cage et Ron Perlman jouent le rôle de deux chevaliers teutoniques.

### Jeux vidéo
- Assassin's Creed est jeu vidéo développé et édité par Ubisoft sorti en 2007. Le joueur y incarne un membre de la secte des Assassins chargé d'assassiner plusieurs acteurs de la troisième croisade. Maître Sibrand, premier chef des teutoniques, est une de ces cibles.
- Dans la saga du jeu Age of Empires II: The Age of Kings, on peut jouer à plusieurs reprises les chevaliers teutoniques qui sont présentés comme des guerriers très puissants.
- L'extension Kingdom du jeu Medieval II: Total War permet de prendre le contrôle de l'ordre Teutonique. Les armées de la faction sont composées de chevaliers à pied et montés, soutenus par des auxiliaires tels les arbalétriers livoniens.
- Europa Universalis est une saga de jeux vidéos de stratégie historique développé par Paradox Interactive. Le jeu permet de sélectionner énormément de pays dont l'ordre Teutonique dans les 3 derniers opus (II, III, IV).
- Crusader Kings 2 est un jeu vidéo de stratégie médiéval. Le joueur peut recruter des troupes d'ordres religieux dont l'ordre Teutonique.

### Filmographie
- Aleksander Ford, Les Chevaliers teutoniques (film) (1960, Pologne), d'après le roman Les Chevaliers teutoniques (1900) de Henryk Sienkiewicz
- Pawel	Pitera, Les chevaliers à la croix noire (2016, 51'x2, Pologne-Allemagne)